# Bergslagen (1901)
Bergslagen var en dagstidning utgiven under perioden 1 december 1901 till 30 januari 1915.
Tidningens fullständiga titel hade tillägget Nyhets och annonsblad för Filipstads och Värmlands bergslag, senare Filipstads stads och Värmlands bergslags allmänna nyhets- och annonsblad.

## Redaktion
Redaktionsort var Filipstad men tidningen trycktes i början i Kristinehamn. 3 provnummer kom ut från 15 november till  29 november 1901. Möjligen hade tidningen tidvis en edition för Filipstad under den tiden förlaget hade adress i  Kristinehamn. Politisk tendens för tidningen var 1901 till 1905 frisinnad med sedan med nytt förlag 1906--1915 moderat. Utgivningsfrekvensen var 1901 till 1905 tvådagars tidning  tisdag och  fredag förmiddag. 1906-1909 blev tidningen tredagars måndag onsdag och fredag eftermiddag sedan åter tvådagars 1909-1915 onsdag och lördag. Tidningen hade bilagor oregelbundet.
| Period                 | Ansvarig utgivare        | Titel              |
| ---------------------- | ------------------------ | ------------------ |
| 1901-10-19--1905-07-21 | Grundel, Kristian August | boktryckerifaktorn |
| 1905-07-22--1915-01-30 | Lindén, Gustaf Robert    | boktryckaren       |

| Period                 | Redaktör               |
| ---------------------- | ---------------------- |
| 1901-11-15--1905-07-14 | Grundel K A chef       |
| 1901-11-15--1903-03-31 | Hammarlund, Gunnar red |
| 1903-04-03--1905-07-14 | Palm, Erik Otto red    |
| 1905-08-04--1905-12-29 | Lindén, Robert         |
| 1905-08-04--1905-12-29 | Åhström, Aron L.       |
| 1906-01-03--1906-08-01 | Åhström, Aron L.       |
| 1906-08-03--1906-08-31 | ingen uppgift          |
| 1906-09-03--1907-02-27 | Ahlgren, Nils J.       |
| 1907-03-01--1907-09-06 | Lindén, Robert         |
| 1907-03-01--1907-09-06 | Jansson, Albin         |
| 1907-09-09--1908-06-29 | Jansson, Albin         |
| 1908-07-01--1908-08-05 | ingen uppgift          |
| 1908-08-07--1909-05-28 | Ferlin, Johan Albert   |
| 1909-06-02--1909-12-11 | ingen uppgift          |
| 1909-12-15--1913-12-10 | Lindén, Robert         |
| 1913-12-13--1914-06-06 | Aurell, Tage           |
| 1914-06-10--1915-01-30 | Lindén, Robert         |

## Förlag och tryckning
Förlaget hette först Kristian August Grundel i Kristinehamn sedan från 19 juli 1905 till 1915  Robert Lindén i Filipstad.
Tidningen trycktes med antikva och bara i svart färg med 2 - 4 sidor i tidningen. 2 sidor bara en  kort period under storstrejken 1909. Upplagan var  1901 cirka 3000 exemplar men låg sedan från 1000 till 1650 exemplar. resten av utgivningen. Prenumerationspriset var stabilt på 2-3 kronor för en prenumeration. Satsytorna var stora. Tryckeri framgår av tabell.
| Period                 | Tryckeri                                     | Ort          |
| ---------------------- | -------------------------------------------- | ------------ |
| 1901-11-15--1905-05-02 | J.L. Grundel                                 | Kristinehamn |
| 1905-05-05--1905-12-29 | Grundels tryckeri                            | Kristinehamn |
| 1906-01-03--1908-05-18 | Lindéns boktryckeri                          | Filipstad    |
| 1908-05-20--1910-05-27 | Tryckeriaktiebolaget Bergslagens boktryckeri | Filipstad    |
| 1910-06-01--1915-01-30 | Lindéns boktryckeri                          | Filipstad    |